# Scapteriscus borellii
Scapteriscus borellii är en insektsart som beskrevs av Giglio-tos 1894. Scapteriscus borellii ingår i släktet Scapteriscus och familjen mullvadssyrsor. Inga underarter finns listade i Catalogue of Life.